# 想像的共同體

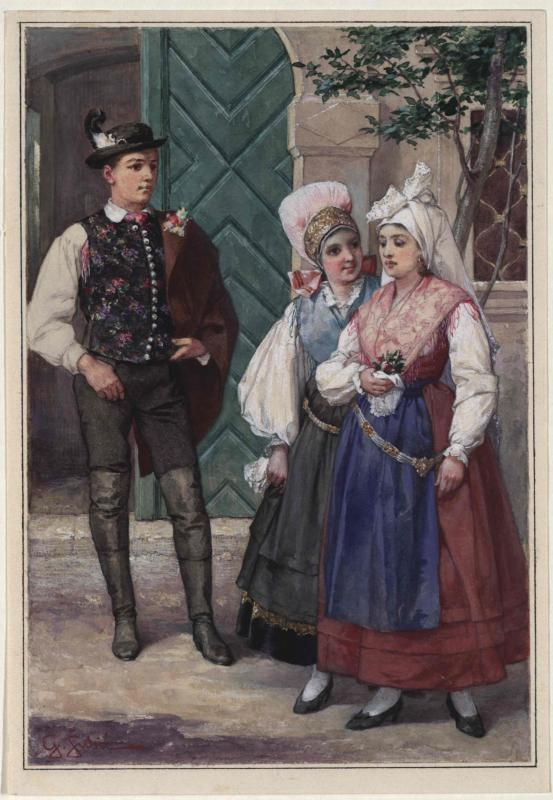
斯洛文尼亚人自9世纪起由日耳曼人主导的东法兰克王国、神圣罗马帝国、奥地利帝国和奥匈帝国先后统治了11个世纪，其受到德语文化的深刻影响，Y染色体DNA单倍型类群也和其他南斯拉夫族群差异颇大。然而在19世纪末20世纪初的几十年间，这一民族共同体及其所属的民族国家就得以被创造和确立

想像的共同體（英語：Imagined community）是美國學者本尼迪克特·安德森創造來分析民族主義的概念。想像的共同體不同於（基於實踐的理由，不可能是）現實共同體，現實共同體是建立在成員之間每日面對面的互動。安德森相信民族是社會建構的共同體，是由認知他們自己是團體一份子的人們之想像所建構而成。:6–7
安德森的著作《想像的共同體》，在這本書中他深入說明這個概念，這本書首先在1983年初出版，並在1991年再版，在2006年進一步再版。

## 起源
根據安德森的說法，想像共同體的創造之所以成為可能，是由於「印刷資本主義」。資本主義企業家為了最大限度地增加銷售量，用當地語言出版書籍和媒體，取代了過去像是拉丁文之類的書面語言，讓没有学习过拉丁文等的當地普通人得以理解。其結果是，使用各種本地方言的讀者得以通过书面语言理解原本因使用其他方言而難以相互交流的人，而浮現共同的論述。安德森論證第一波歐洲民族國家就是從他們的民族印刷語言周邊形成。

## 民族主義與想像的共同體
根據安德森想像共同體的理論，民族主義出現的主要原因是因為大量白話讀寫，對於特定書面語言（像是拉丁文）的特權使用重要性逐漸下降；白話讀寫運動廢除了神權以及世襲君主統治的觀念；印刷出版資本主義的出現（「資本主義的聚斂以及印刷技術…曆法、時計以及語言的標準化體現在書籍以及日報的出版上」）—工業革命的開始伴隨著所有現象的發生。

當安德森試圖定義民族主義時，他指出了三個弔詭：

1. 民族在歷史學家眼中的客觀現代性 vs. 民族在民族主義者眼中的主觀古代性；
2. 民族性作為社會文化概念的形式普遍性 vs. 其具体表现的不可救药的特殊性；以及，
3. 民族主義的政治力量 vs. 民族主義在哲學上的匱乏甚至是不融貫。

安德森談到無名士兵之墓作為民族主義的例子。無論這個無名士兵之墓是空的，或者有未知的殘骸，個別的民族都支持這類型的紀念館，並聲稱這個戰士是屬於他們的。無論這個無名士兵的實際來源是什麼，這個民族已經將他們的想像共同體寄託在這些無名士兵之上。

## 民族作為想像的共同體
安德森定義民族為一個想像的共同體。就像安德森所指出的，民族之所以：「是想像的，是因為即使在最小的民族的成員，也從來不認識他們的大多數同胞，並和他們相遇，甚至聽說過他們，然而，他們相互連結的意象卻活在他們的心中。」共同體的成員可能永遠不會面對面認識每一個其他成員。然而，他們卻可能有相似的利益，或者識別他們自己為相同民族的一份子。民族成員在他們心中存在親密的心理意象：例如，當你的「想像共同體」參與像是奧林匹克比賽之類的較大型的事件時，你會與你其他的民族成員分享作為同一民族的感覺。
最後，民族是一個共同體，是因為，
儘管在每個民族內部可能存在普遍的不平等及剝削，民族總是被想像成一個深刻的、平等的同志情誼。最終，正是這種友愛關係在過去兩個世紀中，驅使數以百萬計的人們甘願為民族，去屠殺或從容赴死。

## 內容及影響
本尼迪克特·安德森之所以提出他的理論是因為他感覺無論是馬克思主義還是自由主義的理論都無法充分解釋民族主義。
安德森與厄內斯特·蓋爾納以及艾瑞克·霍布斯邦都屬於「歷史主義」或「現代主義」的民族主義學派，他假定民族以及民族主義是現代性的產物，而且是為了經濟及政治目的而被創造出來的手段。該學派與原生論者對立，原生論相信民族是自早期的人類歷史就已經存在。想像的共同體可以被看成是一種社會建構論，與愛德華·薩伊德想像地域的概念相提並論。
安德森與蓋爾納及霍布斯邦不同，他對民族主義的觀念不懷有敵意，他也不認為民族主義在全球化的世界裡是陳舊的事物。 安德森認為民族主義中的烏托邦元素是有價值的。
根據 Harald Bauder，想像共同體的概念仍然高度與民族國家框架的當代語境相關，並明確地表達與國內或國外政策有關的認同，像是對於移民或遷移政策的認同。根據 Euan Hague：「安德森之民族作為想像共同體的概念已經變成（在他書中所呈現的）回顧地域思想的標準。」
即便「想像的共同體」這個術語是被創造用來特別談論有關民族主義的，但它現在被使用的更廣泛，幾乎與「利益共同體」的概念模糊不分。例如，「想像的共同體」可以被用來指涉基於性傾向的共同體，或者全球風險因素的覺醒。

## 外部連結
- 本土香港──誰想像的共同體？ - 陳婉容（页面存档备份，存于）